# I Get Wet
I Get Wet é o álbum de estreia do artista solo Andrew W.K. lançado em novembro de 2001 pela Island. O álbum conseguiu uma boa recepção, com a Metacritic dando o agregado de 64/100, indicando "Avaliações favoráveis".

## Canções
Todas músicas por Andrew W.K..
1. "It's Time to Party" – 1:30
2. "Party Hard" – 3:04
3. "Girls Own Love" – 3:13
4. "Ready to Die" – 2:54
5. "Take It Off" – 3:10
6. "I Love NYC" – 3:11
7. "She Is Beautiful" – 3:33
8. "Party til You Puke" – 2:34
9. "Fun Night" – 3:23
10. "Got to Do It" – 3:55
11. "I Get Wet" – 3:23
12. "Don't Stop Living in the Red" – 1:42

Bônus versão japonesa
1. "We Want Fun"
2. "Make Sex"

## Créditos
- Andrew W.K. – Vocais
- Jimmy Coup – guitarra
- Erik Payne – guitara
- Donald Tardy – bateria
- Gregg Roberts – baixo
- Frank Werner – guitarra

Adicional
- Tony Allen – guitarra
- Chris Chaney – baixo
- Mike David – baixo
- Gary Novak – bateria adicional
- F.T. Thomas – guitarra
- Frank Vierti – piano, teclas
- Phil X. – guitarra